# Eddie Izzard

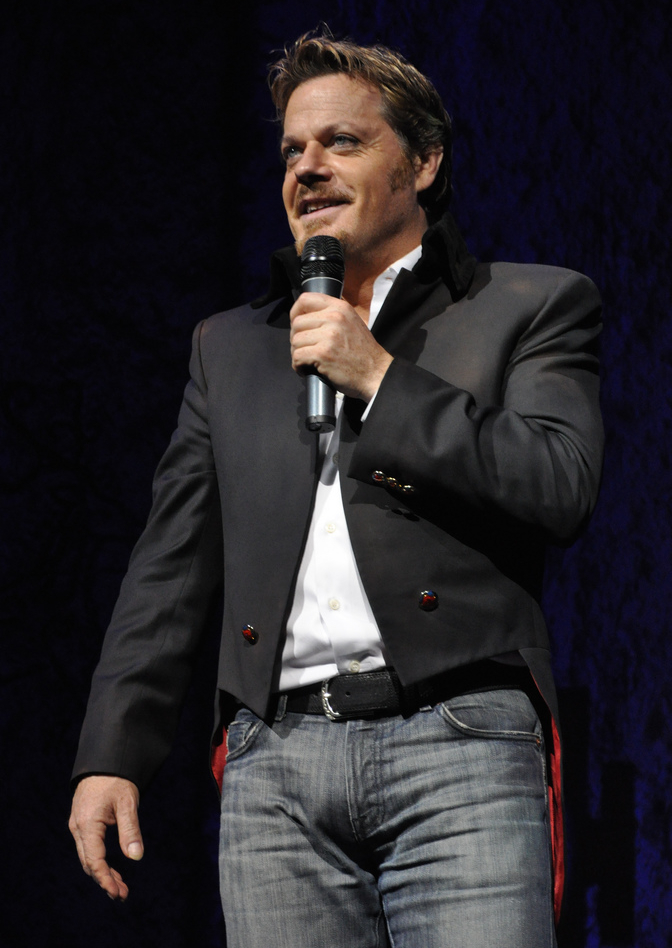
Izzard (2008)

Edward John „Eddie” Izzard (n. 7 februarie 1962, Aden, Colonia Aden) este un scriitor, actor și comediant britanic. Născut și crescut în Colony of Aden, a fost starul The Riches.

## Biografie
Izzard s-a născut în Colony of Aden.